# Troodontinae
Troodontinae — підродина динозаврів троодонтидових. Підродина вперше була використана в 2017 році для групи троодонтидів, що походять від останнього спільного предка Gobivenator mongoliensis і Zanabazar junior, але була перевизначена як найменш інклюзивна клада, що містить Saurornithoides mongoliensis і Troodon formosus, використовуючи типові види клади.